# Jean Denis Attiret
Jean Denis Attiret (31. července 1702 Dole – 8. prosince 1768 Peking) byl francouzský jezuita, malíř a misionář v Číně.
Jean Denis Attiret studoval v Římě umění a vypracoval se na známého portrétistu. Jako jezuitský novic zhotovil malby pro katedrálu v Avignonu. Roku 1737 odešel do Číny a byl mu udělen císařem Čchien-lung titul Císařského malíře. Protože císař trval na dodržování čínským malířských metod a stylů, přizpůsobil Attiret své malby místnímu vkusu. Většina jeho děl zobrazovala přírodní objekty jako stromy, ovoce, ryby a zvířata. Maloval také členy císařova dvora; připisuje se mu nejméně 200 portrétů. Po úspěšném vojenském tažení do Střední Asie pověřil císař čtyři malíře, aby zhotovili obrazy bitev. Mezi těmito umělci byl i Attiret. Skupina celkem vytvořila 16 desek.